# Сентенарио (Уругвай)
Сентенарио (исп. Centenario) — город в центральной части Уругвая, в департаменте Дурасно.

## География
Расположен на южном берегу реки Рио-Негро, напротив города Пасо-де-лос-Торос, примерно в 66 км к северу от административного центра департамента, города Дурасно.

## Экономика
Экономика города основывается главным образом на животноводстве (разведение крупного рогатого скота, овцеводство, молочная отрасль).
В 2011 году было подтверждено существование в районе города термальных вод, которые залегают на глубине около 380 м и имеют температуру 30 ºC. В ближайшие годы возможно создание в Сентенарио термального комплекса.

## Население
Население по данным на 2011 год составляет 1136 человек.
| Год  | Население |
| ---- | --------- |
| 1963 | 826       |
| 1975 | 940       |
| 1985 | 880       |
| 1996 | 913       |
| 2004 | 1038      |
| 2011 | 1136      |

Источник: Instituto Nacional de Estadística de Uruguay